# Locomotiva FCL 400
Le locomotive a vapore gruppo 400 erano un gruppo di locotender a tre assi e carrello monoasse anteriore, alimentate a carbone, che la Mediterranea Calabro Lucane acquisì per il servizio sulle proprie linee a scartamento ridotto. 

## Storia
Le locomotive vennero ordinate intorno al 1930 alla OMS di Saronno; furono costruite in numero di 21 unità divise in due sottoserie consegnate tra 1931 e 1932. Vennero assegnate a vari depositi della rete.

## Caratteristiche
Le locomotive erano a 3 assi accoppiati, con carrello monoassiale anteriore e del tipo locotender. Di forma massiccia e imponente erano caratterizzate dall'uso della distribuzione a valvole Caprotti. Alcune sono sopravvissute fino ad oggi.. Si trattava si macchine potenti, in grado di sviluppare 600 CV con cui erano in grado di trainare treni su pendenze fino al 60 per mille senza l'ausilio della cremagliera.

## Deposito locomotive di assegnazione

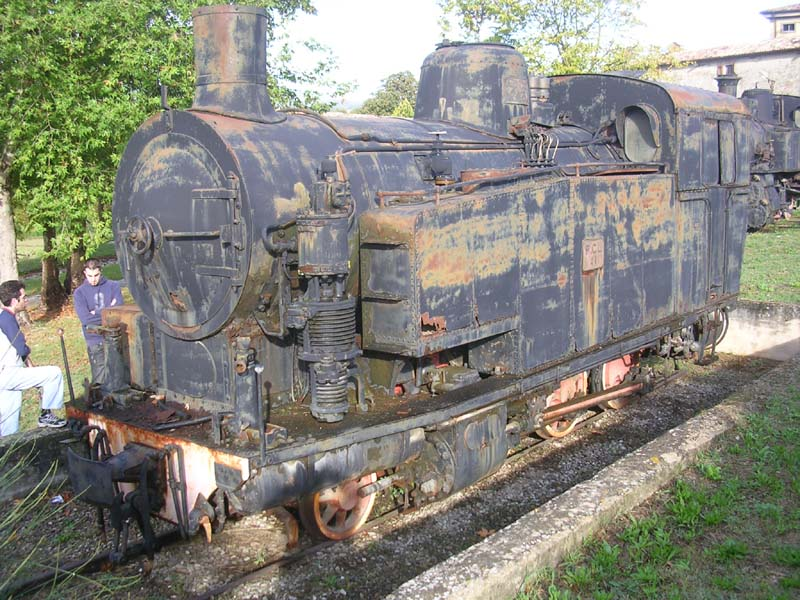
FCL 411 monumentata presso il Museo delle Antiche Tradizioni di Città di Castello Città di Castello (PG)

- Potenza: 4 unità
- Bari: 6 unità
- Gioia Tauro: 10 unità
- Cosenza: 1 unità

## Locomotive preservate attive
- 402 FAL - in dotazione del Deposito Locomotive di Potenza Inferiore
- 421 FAL - in dotazione del Deposito Locomotive di Bari Scalo